# Natação artística no Campeonato Mundial de Esportes Aquáticos de 2023 - Rotina acrobática equipes

A estreia da competição de natação artística na categoria rotina acrobática equipes no Campeonato Mundial de Esportes Aquáticos de 2023 fora realizada nos dias 14 e 17 de julho de 2023 na Marine Messe Fukuoka em Fukuoka, no Japão. Ao todo, 152 atletas de 19 Comitês Olímpicos Nacionais, cada um composto por 8 competidoras participaram do evento. 

## Cronograma
Todos os horários estão na Hora Legal Japonesa (UTC+09).
| Data        | Hora  | Evento       |
| ----------- | ----- | ------------ |
| 14 de julho | 10:00 | Eliminatória |
| 16 de julho | 19:30 | Final        |

## Formato da competição
A competição consiste em duas rodadas: eliminatória e final. As 12 melhores equipes classificaram-se à final. E, aquela com melhor pontuação garantiu a medalha de ouro.  

## Medalhistas
| Ouro | Prata | Bronze |
| China · Chang Hao · Cheng Wentao · Feng Yu · Shi Haoyu · Wang Ciyue · Xiang Binxuan · Xiao Yanning · Zhang Yayi | Estados Unidos · Anita Álvarez · Jaime Czarkowski · Nicole Dzurko · Keana Hunter · Audrey Kwon · Calista Liu · Bill May · Daniella Ramirez | Japão · Moka Fujii · Ikoi Hirota · Moeka Kiijima · Tomoka Sato · Yotaro Sato · Hikari Suzuki · Akane Yanagisawa · Megumu Yoshida |

## Resultados
| Pos. | CON            | Eliminatória | Eliminatória | Final         | Final         |
| Pos. | CON            | Pontos       | Pos.         | Pontos        | Pos.          |
| ---- | -------------- | ------------ | ------------ | ------------- | ------------- |
| 1    | China          | 236.0733     | 1            | 238.0033      | 1             |
| 2    | Estados Unidos | 233.9333     | 2            | 232.4033      | 2             |
| 3    | Japão          | 224.5167     | 4            | 220.5867      | 3             |
| 4    | México         | 202.4533     | 7            | 215.7267      | 4             |
| 5    | França         | 212.8900     | 5            | 210.6900      | 5             |
| 6    | Canadá         | 203.6600     | 6            | 205.4900      | 6             |
| 7    | Ucrânia        | 227.9200     | 3            | 204.3634      | 7             |
| 8    | Israel         | 198.4967     | 8            | 199.9667      | 8             |
| 9    | Alemanha       | 190.0267     | 10           | 197.3501      | 9             |
| 10   | Cazaquistão    | 178.5166     | 11           | 191.5333      | 10            |
| 11   | Egito          | 178.4466     | 12           | 177.6833      | 11            |
| 12   | Itália         | 197.5167     | 9            | 177.3267      | 12            |
| 13   | Reino Unido    | 169.4567     | 13           | Não avançaram | Não avançaram |
| 14   | Austrália      | 159.7100     | 14           | Não avançaram | Não avançaram |
| 15   | Singapura      | 159.1299     | 15           | Não avançaram | Não avançaram |
| 16   | Chile          | 154.2067     | 16           | Não avançaram | Não avançaram |
| 17   | Nova Zelândia  | 153.0934     | 17           | Não avançaram | Não avançaram |
| 18   | Grécia         | 144.1068     | 18           | Não avançaram | Não avançaram |
| 19   | Tailândia      | 122.7601     | 19           | Não avançaram | Não avançaram |